# Aloconota sulcifrons
Aloconota sulcifrons – gatunek chrząszcza z rodziny kusakowatych i podrodziny rydzenic.

## Taksonomia
Gatunek ten opisany został po raz pierwszy w 1832 roku przez Jamesa Francisa Stephensa pod nazwą Aleochara sulcifrons.

## Morfologia
Chrząszcz o wydłużonym ciele długości od 3,4 do 3,8 mm, smuklej zbudowany niż A. insecta i A. subgrandis. Oczy w widoku górnym są znacznie krótsze od niekompletnie obrzeżonych listewkowato skroni. Człony czułków są ku wierzchołkowi coraz szersze, a przedostatnie są już wyraźnie poprzeczne. Przedplecze jest wyraźnie szagrynowane i gęsto punktowane. Na linii środkowej przedplecza owłosienie jest skierowane ku tyłowi w części przedniej, a ku przodowi w części tylnej. Owłosienie w wewnętrznych połowach pokryw kieruje się bardziej na zewnątrz niż ku tyłowi. Pokrywy są o ⅓ szersze od przedplecza i nieznacznie od niego krótsze. Stopy tylnej pary mają człon pierwszy znacznie dłuższy od drugiego, ale wyraźnie krótszy niż drugi i trzeci razem wzięte. Odwłok ma równoległe w zarysie boki. Trzy pierwsze jego tergity są gęsto punktowane, a czwarty ma punktowanie tylko nieznacznie bardziej rozproszone od poprzedniego. U podstawy czwartego tergitu brak jest poprzecznego wcisku. U samca piąty tergit wyposażony jest w wyraźny, podłużny wzgórek, a szósty odznacza się obecnością czterech ząbków na tylnej krawędzi.

## Ekologia i występowanie
Owad ten zasiedla przede wszystkim pobrzeża wód, gdzie najczęściej bytuje pod napływkami.
Gatunek kosmopolityczny. W Europie znany jest z Azorów, Portugalii, Hiszpanii, Irlandii, Wielkiej Brytanii, Francji, Belgii, Luksemburga, Holandii, Niemiec, Szwajcarii, Austrii, Włoch, Danii, Szwecji, Norwegii, Finlandii, Estonii, Polski, Czech, Słowacji, Węgier, Ukrainy, Chorwacji, Grecji i europejskiej części Rosji. W Afryce Północnej podawany jest z Madery, Wysp Kanaryjskich, Maroka, Algierii i Tunezji. W palearktycznej części Azji wykazany został z syberyjskiej części Rosji, Gruzji, Azerbejdżanu, Cypru, Syrii, Jemenu, Kazachstanu, indyjskiego Kaszmiru, chińskiego Gansu i Korei Północnej. W krainie australijskiej stwierdzony z Australii i Nowej Zelandii.